# Witcham
Witcham är en ort och civil parish i Storbritannien.   Den ligger i distriktet East Cambridgeshire, grevskapet Cambridgeshire och riksdelen England, i den sydöstra delen av landet, 100 km norr om huvudstaden London. Witcham ligger 20 meter över havet och antalet invånare är 429.
Terrängen runt Witcham är mycket platt. Runt Witcham är det ganska tätbefolkat, med 120 invånare per kvadratkilometer. Närmaste större samhälle är March, 17,5 km norr om Witcham. Trakten runt Witcham består till största delen av jordbruksmark.